# Яльгелево
Яльгелево (фин. Jälkylä) — деревня в Ропшинском сельском поселении Ломоносовского района Ленинградской области.

## История
Впервые упоминается в «Переписной окладной книге Водской пятины» 1500 года как деревня Ялгуево во Веденском Дудоровском погосте.
В 1758 году на северной окраине деревни Яльгелево был построен лютеранский храм.
25 февраля 1761 года деревянная кирха на 540 мест была освящена во имя Святых апостолов Петра и Павла и стала центром прихода Хиетамяки Евангелическо-лютеранской Церкви Ингрии.
На «Топографической карте окрестностей Санкт-Петербурга» Военно-топографического депо Главного штаба 1817 года упомянута деревня Ялгилева или Кяйверязи, состоящая из 12 крестьянских дворов.
Позднее на карте Санкт-Петербургской губернии Ф. Ф. Шуберта 1834 года она обозначена как Ялогулево.

АГАКУЛЯ [Алакуля] — деревня принадлежит государю великому князю Константину Николаевичу, число жителей по ревизии: 52 м. п., 39 ж. п.

При оной чухонская деревянная церковь во имя Святого Петра (1838 год)

В пояснительном тексте к этнографической карте Санкт-Петербургской губернии П. И. Кёппена 1849 года она записана как деревня Jälkylä (Яльгелева) и указано количество её жителей на 1848 год: савакотов — 24 м. п., 30 ж. п., всего 54 человека. Ингерманландцы относились к лютеранскому приходу Хиетамяки.
На карте профессора С. С. Куторги 1852 года деревня не отмечена.

ЯЛЬГЮЛЕВА — деревня Красносельской удельной конторы Шунгуровского приказа, по просёлочной дороге, число дворов — 12, число душ — 30 м. п. (1856 год)

Согласно «Топографической карте частей Санкт-Петербургской и Выборгской губерний» в 1860 году деревня называлась Яльгюлева и состояла из 12 дворов. В деревне находились хлебозапасный магазин и кирха.

ЯНЬГЮЛЕВО (ХЕЙДЕМЯККИ, ЯЛЬГЮЛЕВО, ЯТКЮЛЯ) — деревня Павловского городового правления при колодце, число дворов — 12, число жителей: 30 м. п., 40 ж. п.; Лютеранская кирка. (1862 год)

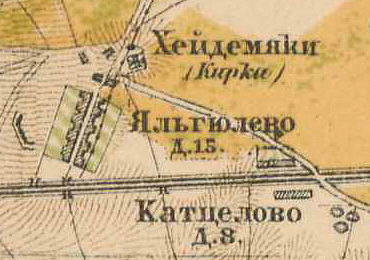
Деревня Яльгелево на карте 1885 года

В 1885 году деревня Яльгюлево насчитывала 15 дворов, в деревне располагалась кирха «Хейдемяки».
В конце XIX — начале XX века деревня входила в состав Константиновской волости 1-го стана Петергофского уезда Санкт-Петербургской губернии. По приходским данным население деревни было исключительно финским.
По данным «Памятной книжки Санкт-Петербургской губернии» за 1905 год деревня называлась Яльгюлево (Кяйвяряйзи).
К 1913 году количество дворов в деревне Яльгюлево увеличилось до 25.
С 1917 по 1919 год деревня Яльгелево входила в состав Высоцкого сельсовета Шунгоровской волости Петергофского уезда.
С 1919 года в составе Стрелино-Шунгоровской волости.
С 1922 года в составе Чухонско-Высоцкого сельсовета Ропшинской волости.
С 1923 года в составе Троцкого уезда.
Согласно данным переписи населения СССР 1926 года в селе Яльгюлево проживали 154 человека — все финны, кроме двоих русских жителей.
С 1927 года в составе Финско-Высоцкого сельсовета Урицкого района.
В 1928 году население деревни Яльгелево также составляло 154 человека.
С 1930 года в составе Ленинградского Пригородного района.

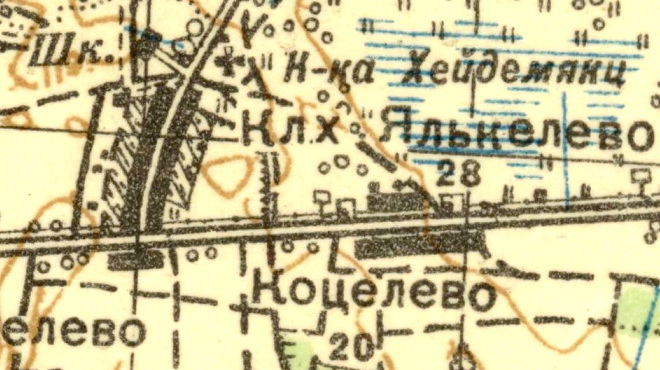
Деревня Яльгелево на карте 1931 года

Согласно топографической карте 1931 года деревня называлась Ялькелево и насчитывала 28 дворов. В деревне находились: одноимённый колхоз, школа и кирха «Хейдемяки».
По данным 1933 года село Яльгелево входило в состав Финновысоцкого финского национального сельсовета Ленинградского Пригородного района.
С 1936 года в составе Красносельского района.
В 1938 году сельсовет закрыл церковь.
14 сентября 1940 года лютеранский приход Хиетамяки был ликвидирован.
Кирха была разрушена в ходе боевых действий 1941—1942 годов.
С 1 августа 1941 года по 31 декабря 1943 года деревня находилась в оккупации.
С 1955 года в составе Ломоносовского района.
С 1959 года в составе Русско-Высоцкого сельсовета.
С 1963 года в составе Гатчинского района.
С 1965 года вновь в составе Ломоносовского района. В 1965 году население деревни Яльгелево составляло 204 человека.
По данным 1966, 1973 и 1990 годов деревня Яльгелево входила в состав Русско-Высоцкого сельсовета.
В 1997 году в деревне Яльгелево Русско-Высоцкой волости проживали 1626 человек, в 2002 году — 1400 человек (русские — 92 %).
В 2007 году в деревне Яльгелево Ропшинского СП — 1579 человек.
В июне того же года на месте старого храма был установлен памятный крест, освящённый настоятелем современного прихода Хиетамяки, пастором Юккой Реппо.

## География
Деревня расположена в восточной части района на автодороге 41К-015 (Анташи — Красное Село), дублёре федеральной автодороги А180 (E 20) «Нарва», к востоку от административного центра поселения посёлка Ропша, смежно с деревней Коцелово.
Расстояние до административного центра поселения — 5 км.
Расстояние до ближайшей железнодорожной станции Красное Село — 10 км.

## Демография
| 1862 | 2002  | 2007  | 2010  | 2017  |
| ---- | ----- | ----- | ----- | ----- |
| 70   | ↗1400 | ↗1579 | ↗1626 | ↗1876 |

## Фото

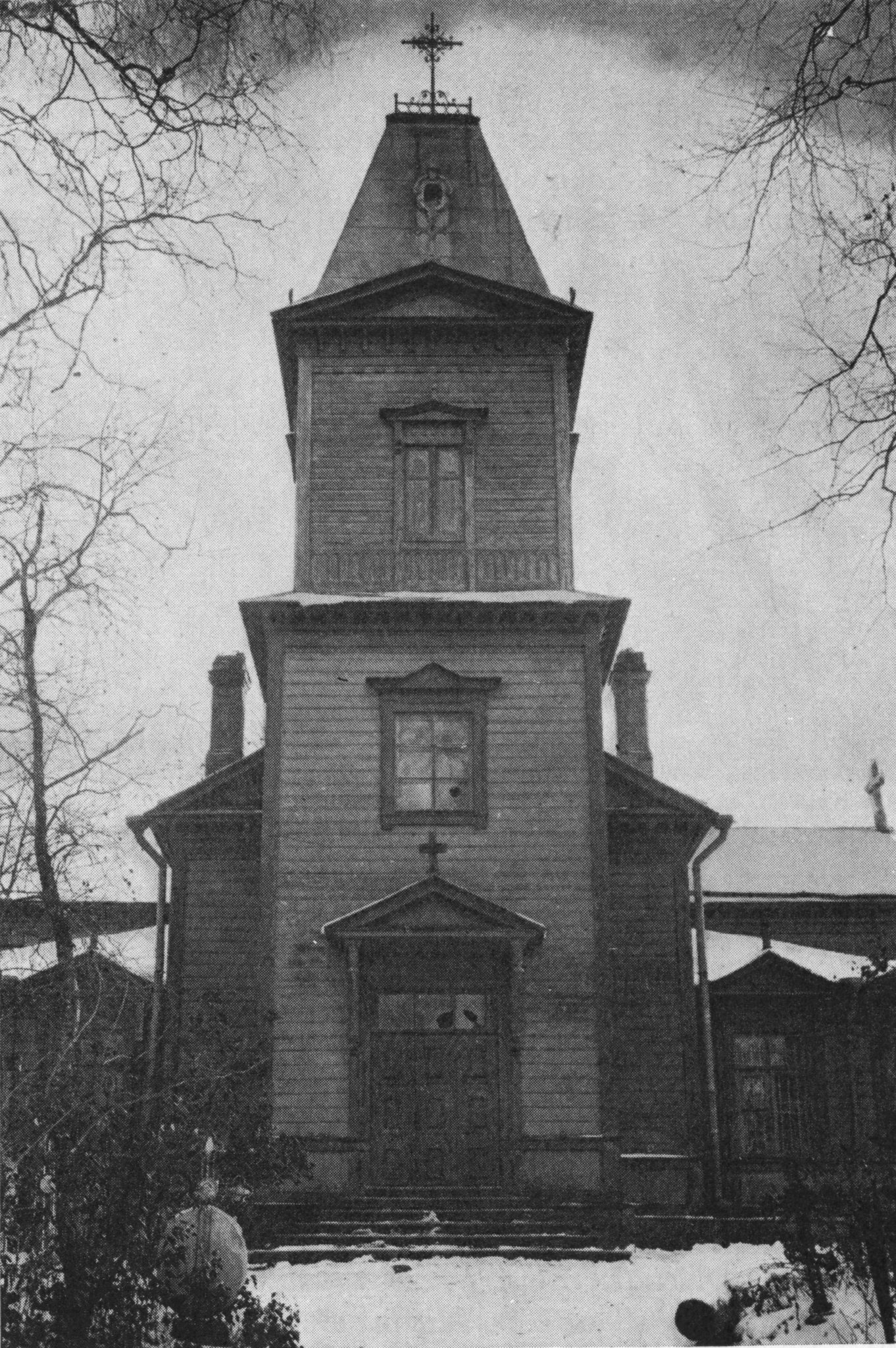
Лютеранская церковь в деревне Яльгелево. 1911 год

## Улицы
1-й Конный проезд, 2-й Конный проезд, 3-й Конный проезд, 4-й Конный проезд, 5-й Конный проезд, 6-й Конный проезд, 7-й Конный проезд, 8-й Конный проезд, 9-й Конный проезд, 10-й Конный проезд, Авиационная, Берёзовая, Весенняя, Голованова, Дачная, Дружбы, Загородная, Западная, Конная, Красносельская, бульвар Культуры, Морская, Огородная, Окружная, Просёлочная, Профсоюзная, Садовая, Солнечная, Цветочная, Энтузиастов, Южная.